# Liste der denkmalgeschützten Objekte in Biberwier
Die Liste der denkmalgeschützten Objekte in Biberwier enthält die 8 denkmalgeschützten, unbeweglichen Objekte der Gemeinde Biberwier.

## Denkmäler
| Foto |                 | Denkmal | Standort                                         | Beschreibung | Metadaten |
| ---- | --------------- | --- | ------------------------------------------------ | --- | --- |
| ja   | Datei hochladen | Kath. Pfarrkirche hl. Josef u. Friedhof mit Totenkapelle und Kriegerdenkmal HERIS-ID: 55302 Objekt-ID: 63903 TKK: 25221, 115567, 33393, … | Kirchplatz 8 Standort KG: Biberwier              | Die Pfarrkirche ist ein einheitlich klassizistischer Bau, der in den Jahren 1827 bis 1830 neu errichtet wurde. An den vierjochigen Saalraum schließen ein eingezogener Chor sowie ein südlich am Chor angebauter Turm an. Die Seitenaltäre und die Kanzel stammen aus der Zeit knapp nach 1830, der Hochaltar ist neuromanisch. Die Totenkapelle ist an die Rundapsis der Kirche angebaut; das Kriegerdenkmal befindet sich an der Südwand der Kirche.                 | BDA-Hist.: Q38064510 Status: § 2a Stand der BDA-Liste: 2025-06-30 Name: Kath. Pfarrkirche hl. Josef u. Friedhof mit Totenkapelle und Kriegerdenkmal GstNr.: .86, 40/2 Pfarrkirche Biberwier |
| ja   | Datei hochladen | Kruzifix HERIS-ID: 64207 Objekt-ID: 76913 TKK: 25199                                                                                      | bei Mösle 3 Standort KG: Biberwier               | Das große Kruzifix in Mösle stammt aus der Zeit zwischen 1690 und 1700. | BDA-Hist.: Q38105783 Status: § 2a Stand der BDA-Liste: 2025-06-30 Name: Kruzifix GstNr.: 1932/1 |
| ja   | Datei hochladen | Mösle-Kapelle HERIS-ID: 64206 Objekt-ID: 76912 TKK: 25180                                                                                 | bei Mösle 31 Standort KG: Biberwier              | Die Mösle-Kapelle im Ortszentrum wurde im Jahr 1970 neu erbaut, enthält aber ein Kruzifix sowie Heiligenfiguren aus dem späten 17. Jahrhundert. | BDA-Hist.: Q38105774 Status: § 2a Stand der BDA-Liste: 2025-06-30 Name: Mösle-Kapelle GstNr.: 1932/1 Möslekapelle, Biberwier |
| ja   | Datei hochladen | Widum HERIS-ID: 64203 Objekt-ID: 76909 TKK: 33395                                                                                         | Pfarrgasse 7 Standort KG: Biberwier              | Das Widum östlich der Pfarrkirche wurde um 1840 errichtet. Der zweigeschoßige Mauerbau mit Satteldach ist giebelseitig mit einem Mittelflurgrundriss erschlossen. Die Portal- und Fensteröffnungen sind mit Architekturmalerei geschmückt. | BDA-Hist.: Q38105737 Status: § 2a Stand der BDA-Liste: 2025-06-30 Name: Widum GstNr.: 475 Widum Biberwier |
| ja   | Datei hochladen | Kapelle Mariahilf in der Schmitte (bei der Schmieden) HERIS-ID: 59767 Objekt-ID: 71341 TKK: 25184                                         | Schmitte 4, in der Nähe Standort KG: Biberwier   | Die Kapelle mit offener Vorhalle und Glockendachreiter steht auf dem Weg von Biberwier nach Ehrwald und wurde um 1850 erbaut. Der neuromanische Altar enthält ein Mariahilf-Gemälde. | BDA-Hist.: Q38088667 Status: § 2a Stand der BDA-Liste: 2025-06-30 Name: Kapelle Mariahilf in der Schmitte (bei der Schmieden) GstNr.: .136 Schmittekapelle Biberwier |
| ja   | Datei hochladen | Rochuskapelle/Pestkapelle und Friedhof HERIS-ID: 64204 Objekt-ID: 76910 TKK: 25182                                                        | Standort KG: Biberwier                           | Die in gotisierendem Stil errichtete Kapelle mit südlich am Chor angebautem Barockturm stammt aus dem frühen 17. Jahrhundert. An das dreijochige Langhaus schließt ein zweijochiger Chor mit Dreiachtelschluss an. Der Hochaltar entstand im Jahr 1618. | BDA-Hist.: Q38105757 Status: § 2a Stand der BDA-Liste: 2025-06-30 Name: Rochuskapelle/Pestkapelle und Friedhof GstNr.: .147, 1457 Rochuskapelle, Biberwier |
| ja   | Datei hochladen | Ölberg-Kapelle HERIS-ID: 64205 Objekt-ID: 76911 TKK: 25183                                                                                | Fernpaßstraße 4, nördlich Standort KG: Biberwier | Der turmlose Mauerbau mit schindelgedecktem Satteldach und hohem Rundbogenportal wurde vermutlich im 17. Jahrhundert errichtet. Der Innenraum weist ein Tonnengewölbe mit Stichkappen auf. | BDA-Hist.: Q38105765 Status: § 2a Stand der BDA-Liste: 2025-06-30 Name: Ölberg-Kapelle GstNr.: .134 Ölbergkapelle, Biberwier |
| ja   | Datei hochladen | Abschnitt der Via Claudia Augusta im Lermooser Moos HERIS-ID: 113808 Objekt-ID: 132188seit 2021                                           | Standort KG: Biberwier                           | Im Lermooser Moos haben sich Reste der römischen Via Claudia Augusta erhalten, die als Prügelweg mit einer Breite von rund 7 m nahezu geradlinig rund 1,5 km durch das Moor führte. Dendrochronologischen Untersuchungen zufolge wurde die Straße vermutlich im Jahr 46 erbaut und über 300 Jahre lang, bis ca. 374, instand gehalten. Anmerkung: Dieser Abschnitt erstreckt sich über die Gemeinden Biberwier und Lermoos. Die Koordinaten sind willkürlich ungefähr. | BDA-Hist.: Q105675410 Status: Bescheid Stand der BDA-Liste: 2025-06-30 Name: Abschnitt der Via Claudia Augusta im Lermooser Moos GstNr.: 627/1, 1985, 1990, 632, 630/2, 630/1, 628, 629, 630/3, 631, 856, 911/2, 781, 776, 840, 862, 867, 841, 860, 849, 786, 855, 872/1, 872/2, 2467, 2470, 2472, 2387, 853, 879, 918, 928, 944, 965, 964, 969, 880, 777/1, 846, 847, 854, 858, 780, 800, 826, 844, 883/2, 864, 2468, 2469, 2471, 2450/1, 873/2, 785/2, 785/5, 885/2, 878, 828, 829, 809, 810, 911/1, 863, 960, 789/3, 790, 798, 799, 956, 868, 869, 876/2, 859, 888/2, 805, 861, 961/1, .381, 778/1, 883/1, 789/4, 936, 902, 909/1, 848, 889, 890, 795, 777/2, 813, 821, 824, 845, 857, 884, 950, 852, 943, 968, 794 |